# 554
554 foi um ano comum do século VI que teve início e terminou a uma quinta-feira, segundo o Calendário Juliano. a sua letra dominical foi D
| Ano completo                        |
| ----------------------------------- |
| Ano comum com início à quinta-feira |

## Eventos
- Os bizantinos, na Bética, conquistam parte do Sul da Hispânia, constituindo a província da Espânia.
- Reino visigodo em Toledo.
- O dia 25 de Dezembro é determinado como sendo o dia de nascimento de Jesus Cristo.

## Nascimentos
- Suiko, 33º imperador do Japão.

## Mortes
- Ágila, rei dos Visigodos.
- São Galo.